# Hokus pokus (film 1993)
Hokus pokus – amerykański film familijny z 1993 roku w reżyserii Kenny’ego Ortegi. 

## Fabuła
Film opowiada historię sióstr Sanderson, czarownic z Salem, powieszonych trzysta lat wcześniej, za wyssanie energii życiowej z kilkuletniej dziewczynki, które w noc Halloween zostają przywrócone do życia przez trójkę młodych ludzi. 

## Obsada
- Bette Midler – Winifred „Winnie” Sanderson
- Sarah Jessica Parker – Sarah Sanderson
- Kathy Najimy – Mary Sanderson
- Omri Katz – Max Dennison
- Thora Birch – Dani
- Vinessa Shaw – Allison
- Sean Murray – Thackery Binx
- Jason Marsden – Thackery Binx (głos)
- Doug Jones – Billy Butcherson
- Charles Rocket – Dave Dennison
- Stephanie Faracy – Jenny Dennison
- Amanda Shepherd – Emily Binx
- Larry Bagby – Ernie „Ice”
- Tobias Jelinek – Jay
- Steve Voboril – Elijah Morris
- Norbert Weisser – pan Binx
- Kathleen Freeman – pani Olin
- Garry Marshall – „Mistrz”
- Penny Marshall – żona „Mistrza”